# بحيرة ديتوا لاجون

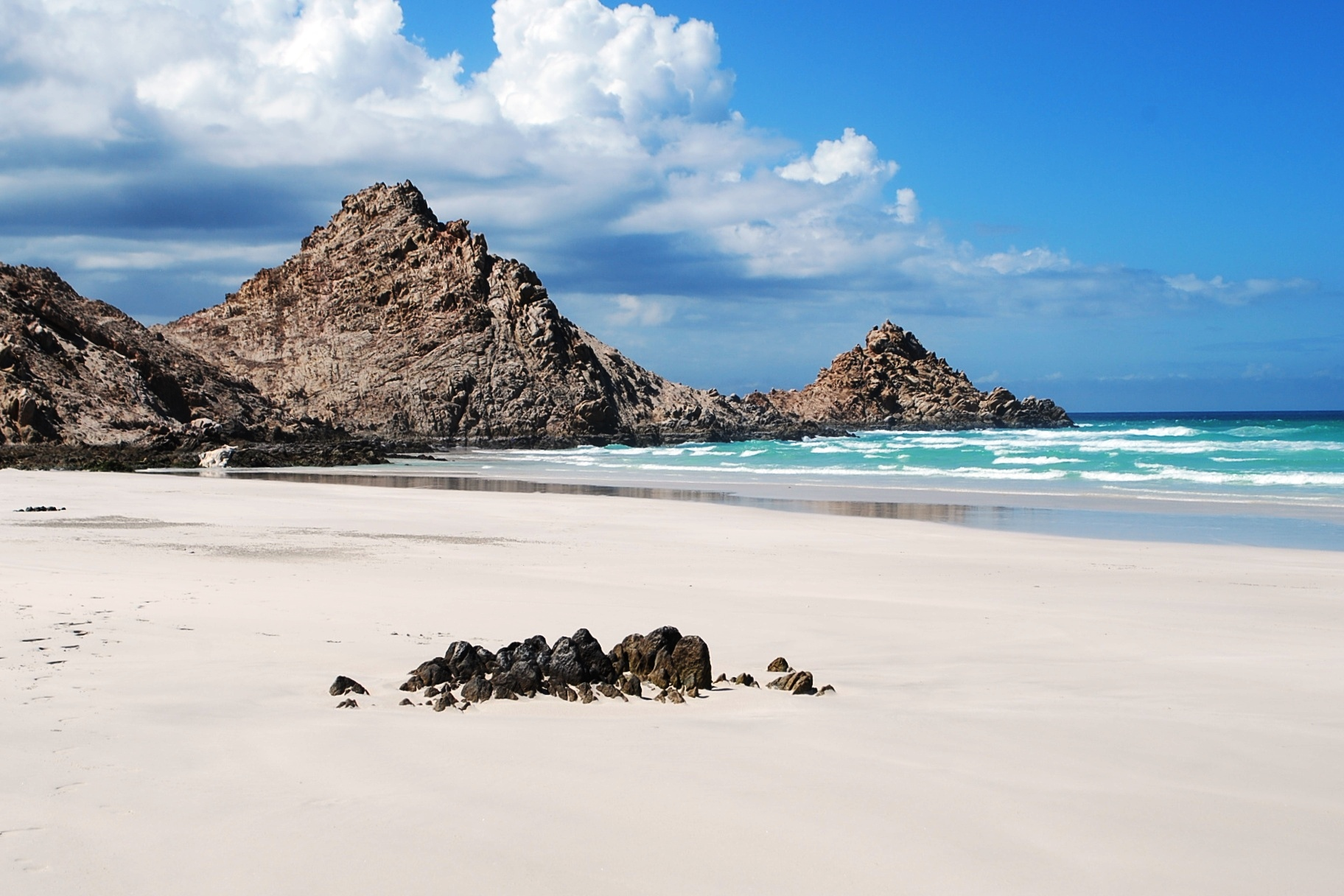
شاطئ قلنسية بجانب بحيرة دتوة

بحيرة ديتوا لاجون ( (بالإنجليزية: Detwah Lagoon
)‏ او بحيرة ديتواه لاجون تقع البحيرة في اليمن في شمال غرب جزيرة سقطرى. في 20 أغسطس 2007، عُينت كأول موقع رامسار في اليمن، إلى جانب الكثبان الرملية المحيطة بمساحة 580 هكتار. وهي جزيرة معروفة باسم "جوهرة التنوع البيولوجي"

## النباتات والحيوانات
تحتوي البحيرة على مروج واسعة الأعشاب البحرية، ويستضيف الشاطئ نباتات مستوطنة بما في ذلك كروتون سوكوترانوس وجاتروفا يونيكوستاتا. توفر الأعشاب البحرية بيئات حضانة للأسماك الصغيرة، وتستضيف البحيرة الأنواع المعرضة لخطر الانقراض، مثل السوط الشبكي وشعاع الذيل الشريطي الأزرق. وهي منطقة جاثمة وتغذية مهمة للطيور المائية، وهي بمثابة موقع تكاثر للنسر المصري وغاق سقطري.

## الحفاظ على
في عام 2003، عُين أرخبيل سقطرى بأكمله كمحمية للمحيط الحيوي لليونسكو اعترافا بقيمته كنقطة ساخنة للتنوع البيولوجي والتوطن. أُعلن عن ديتوا لاجون كأول موقع رامسار في اليمن والوحيد في 10 أغسطس 2007، عندما انضمت اليمن إلى اتفاقية رامسار. في عام 2008، اُعترف بالأرخبيل كموقع للتراث العالمي لليونسكو.